# Rivoluzione di luglio (Bangladesh)

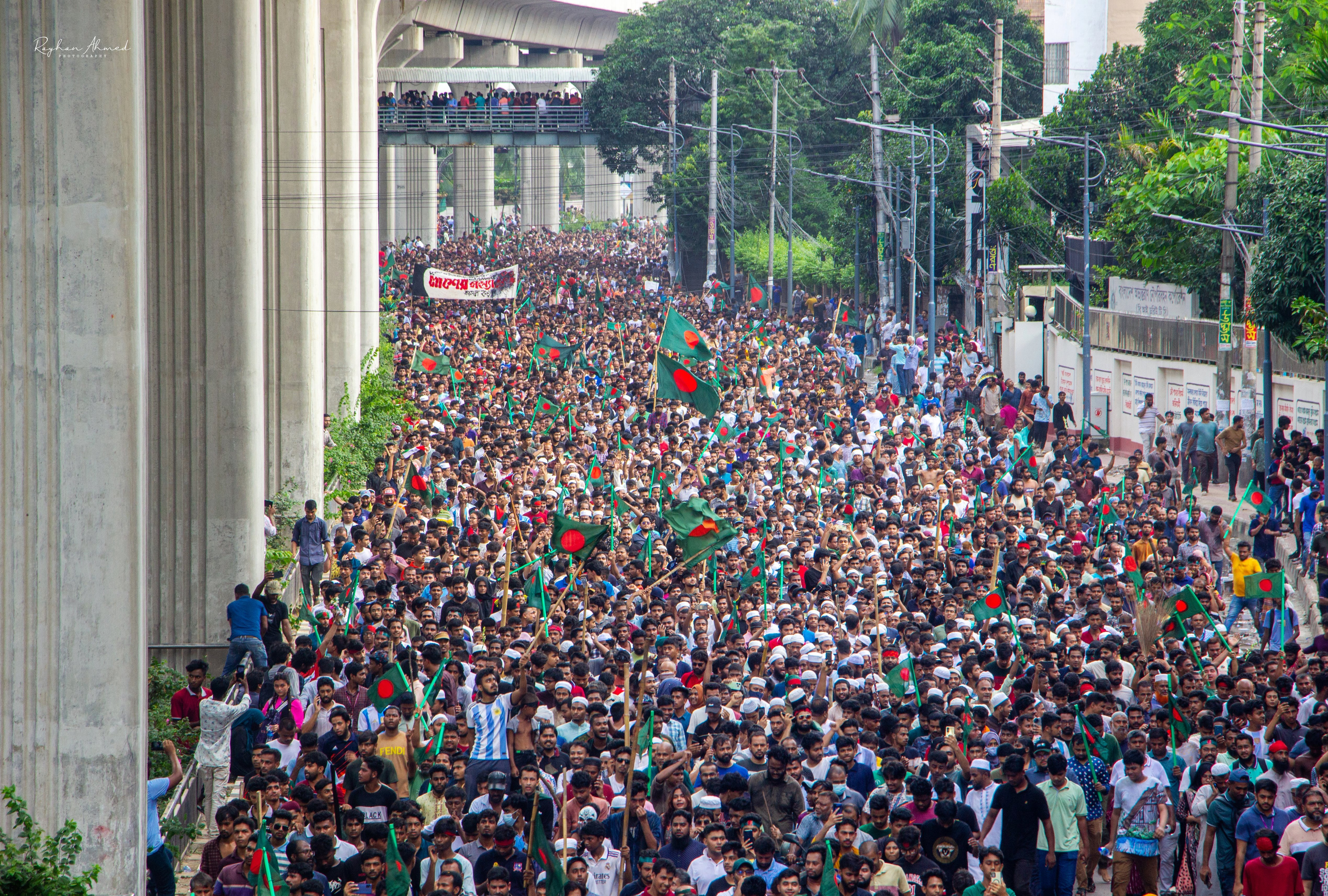
Celebrazione della vittoria del movimento

La rivolta popolare studentesca , nota anche come rivoluzione di luglio, è stata una rivolta di massa pro-democrazia in Bangladesh. È iniziata come un movimento di riforma delle quote all'inizio di giugno 2024, guidato dall'Anti -discrimination Students Movement, dopo che la Corte suprema del Bangladesh aveva invalidato la circolare del governo del 2018 relativa alle quote di lavoro nel settore pubblico. Il movimento si è trasformato in una vera e propria rivolta di massa a seguito di uccisioni di manifestanti da parte delle forze dell'ordine, in quello che è passato alla storia come massacro di luglio. All'inizio di agosto i manifestanti hanno dato vita a un movimento di non cooperazione, che ha infine portato alla cacciata dell'allora Primo ministro Sheikh Hasina, fuggita in India. La cacciata di Hasina ha innescato una crisi costituzionale, portando alla formazione di un governo ad interim guidato dall'unico premio Nobel del Paese, Muhammad Yunus.

## Il contesto
Dopo essere salita al potere nel 2008, la Lega Awami abolì il sistema di governo provvisorio. In seguito vinse altre tre elezioni nazionali consecutive, ritenute controverse. Ci furono accuse di brogli massicci nelle elezioni nazionali tenutesi nel 2014, 2018 e 2024. Nel frattempo, ad eccezione delle elezioni del 2018, le restanti due elezioni furono boicottate dalla maggior parte dei partiti politici in Bangladesh. In questo periodo il governo eseguì massicce torture e arresti che colpirono i principali leader dei partiti di opposizione. La diffusione delle informazioni su tutti i media nazionali venne severamente regolamentata e la libertà di espressione venne limitata con l'approvazione di leggi come il Digital Security Act del 2018.
Il governo venne accusato di impiegare le forze dell'ordine e gli affiliati della Lega Awami, in particolare quelli della Lega Chhatra, per gestire e reprimere vari movimenti, compresi quelli non politici. Furono segnalate accuse di violenza e repressione da parte della Lega Chhatra in numerose istituzioni e campus universitari. Negli ultimi tre mandati, contro il governo sono state sollevate accuse di corruzione, riciclaggio di denaro, calo delle riserve e irregolarità nel settore bancario. Questi problemi erano associati all'aumento del costo della vita e alla crescente insoddisfazione pubblica.

## Caduta del governo
La mattina del 4 agosto 2024 migliaia di manifestanti si sono radunati all'incrocio di Shahbag a Dacca chiedendo le dimissioni del governo in una forma di disobbedienza civile. In risposta, le autorità hanno cercato di reprimere violentemente la manifestazione provocando centinaia di vittime. Il giorno seguente i manifestanti hanno indetto la Long March to Dhaka ("lunga marcia verso Dacca"), disobbedendo al coprifuoco nazionale, per fare pressione su Sheikh Hasina affinché si dimettesse, cosa poi avvenuta. Il Primo ministro, insieme a sua sorella Sheikh Rehana, è poi fuggito dal paese recandosi in India con l'aiuto dell'esercito il 5 agosto 2024.